# Чажі
Ча́жі (рос. Чажи) — присілок у складі Сюмсинського району Удмуртії, Росія.
Населення — 76 осіб (2010; 73 в 2002).
Національний склад (2002):
- удмурти — 62 %
- росіяни — 37 %

## Урбаноніми[3]
- вулиці — Чажинська